# Баракоа
Баракоа (шп. Baracoa) је град и лука у покрајини Гвантанамо на источној обали  Кубе. Имао је 81.974 становника (2004). Најстарији је град на Куби. Основао га је 1512. године шпански конкистадор Дијего Веласкез де Куељар.
У околини су велике плантаже банана. Извозе се банане, кокосови ораси, кафа и цигаре.